# Luke Willian
Luke Willian (* 11. Oktober 1996 in Brisbane) ist ein Duathlet und Triathlet aus Australien.

## Werdegang
Im Duathlon wurde Luke Willian 2014 australischer Meister und 2015 in Adelaide Junioren-Vize-Weltmeister.
In Hamburg wurde der damals 25-Jährige im Juli 2022 mit dem australischen Team Vize-Weltmeister in der gemischten Triathlon-Staffel (Mixed Relay).
Er ist qualifiziert für einen Startplatz bei den Olympischen Sommerspielen 2024 in Paris und belegte mit dem französischen Team in der Staffel den zwölften Rang.

## Sportliche Erfolge
| Datum/Jahr    | Rang | Wettbewerb                                          | Austragungsort | Zeit     | Bemerkung                                                                                     |
| ------------- | ---- | --------------------------------------------------- | -------------- | -------- | --------------------------------------------------------------------------------------------- |
| 31. Mai 2025  | 4    | ITU World Championship Series 2025                  | Alghero        | 01:45:29 |                                                                                               |
| 5. Aug. 2024  | 12   | Olympische Sommerspiele 2024, Mixed Relay           | Paris          | 01:28:50 | in der gemischten Staffel mit Natalie Van Coevorden, Matthew Hauser und Sophie Linn           |
| 14. Juli 2024 | 11   | ITU World Championship Series 2024                  | Hamburg        | 00:50:49 |                                                                                               |
| 25. Mai 2024  | 8    | ITU World Championship Series 2024                  | Cagliari       | 01:40:50 |                                                                                               |
| 11. Mai 2024  | 3    | ITU World Championship Series 2024                  | Yokohama       | 01:42:20 |                                                                                               |
| 10. Juli 2022 | 2    | ITU Sprint Triathlon World Championship Mixed Relay | Hamburg        | 01:21:03 | Vize-Weltmeister im Team – zusammen mit Sophie Linn, Natalie Van Coevorden und Matthew Hauser |
| 5. Apr. 2018  | 8    | Commonwealth Games 2018                             | Gold Coast     | 00:53:33 |                                                                                               |

| Datum/Jahr    | Rang | Wettbewerb                                 | Austragungsort | Zeit     | Bemerkung                          |
| ------------- | ---- | ------------------------------------------ | -------------- | -------- | ---------------------------------- |
| 17. Okt. 2015 | 2    | ITU Duathlon World Championship Junior Men | Adelaide       | 00:53:24 | Junioren Vize-Weltmeister Duathlon |
| 19. Okt. 2014 | 1    | AUS Duathlon National Championships        | Adelaide       | 00:54:06 | Australischer Meister Duathlon     |

(DNF – Did Not Finish)